# Georgij Andreevič Baklanov
Georgij Andreevič Baklanov, più noto come Georges Baklanov, nome d'arte di Alfons Georgs Baķis (in russo Георгий Андреевич Бакланов?; Riga, 4 gennaio 1881 – Basilea, 6 dicembre 1938), è stato un baritono lettone naturalizzato russo, in attività dal 1903 al 1938, anno della sua morte.

## Biografia

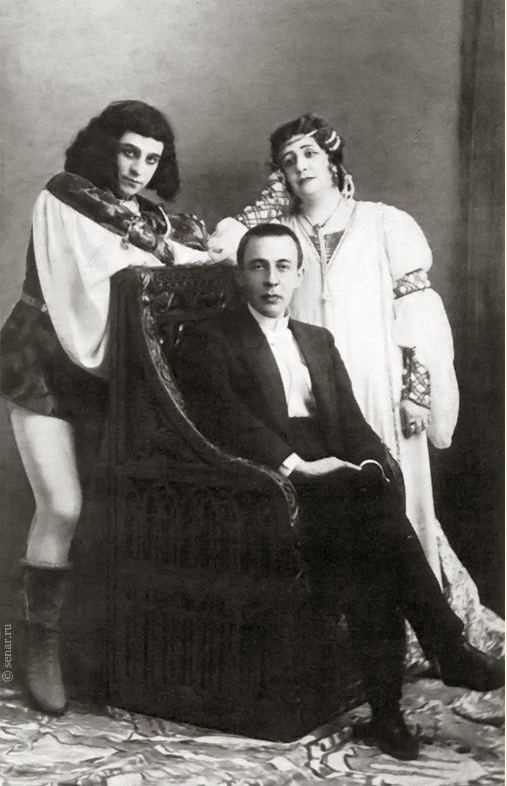
Rachamaninov (seduto), con due interpreti della prima della Francesca da Rimini (1906): Georgij Baklanov e Nadežda Salina

Di origine lettone (il suo nome alla nascita era Alfons Georgs Baķis), fu portato in Russia in giovane età dopo la morte dei suoi genitori. Studiò dapprima giurisprudenza nelle università di Kiev e di San Pietroburgo; ma interruppe gli studi universitari per problemi economici. Iniziò a studiare canto a San Pietroburgo nel 1900 col tenore russo Ippolit Petrovič Prânišnikov; nel 1902 si trasferì a Milano per studiare con Vittorio Maria Vanzo.
In possesso di una voce potente e flessibile, debuttò all'Opera di Kiev nel 1903 nel ruolo del Demone nell'opera omonima di Rubinštejn. Si esibì dapprima in Russia, cantando in teatri importanti quali il Bol'šoj e il Mariinskij. 
Nel 1905 rivestì il ruolo del Barone alla prima de Il cavaliere avaro di Rachmaninov e nel 1906 quello di Lanciotto Malatesta nella Francesca da Rimini di Rachmaninov. Nel 1910 iniziò la sua carriera a livello internazionale nel resto d'Europa e nelle Americhe. Non si ritirò mai dalle scene.  Fu sposato con il soprano russo Lidija Lipkowska.